# Zhenjin
 (janvier 2017).
Si vous disposez d'ouvrages ou d'articles de référence ou si vous connaissez des sites web de qualité traitant du thème abordé ici, merci de compléter l'article en donnant les références utiles à sa vérifiabilité et en les liant à la section « Notes et références ».
Zhenjin (mongol bichig :ᠴᠢᠩᠭᠢᠮ, VPMC : Jinggim ; mongol cyrillique : Чингим ; chinois traditionnel : 真金 ; pinyin : zhēnjīn ; litt. « Or véritable »), né en 1243 et mort le 5 janvier 1286, second fils de Kubilai Khan, a été désigné par ce dernier prince héritier 皇太子 de l'Empire mongol en 1273. Cependant, il mourut avant Kubilai et celui-ci désigna donc Témur Khan, fils de Jinggim, nouveau prince héritier.
Le nom Zhenjin lui fut donné par le bikkhu Haiyun. Il pratiquait cependant principalement le confucianisme.

## Famille
On lui connait une épouse et au moins une concubine :
1. Kökejin — issue de la maison des Khongirad
  - Gammala (1263–8/2/1302);
  - Darmabala (29/6/1264–25/5/1292);
  - Temür Khan (15/10/1265–10/2/1307);
2. une concubine nommé Anchinmishi;
3. une concubine au nom inconnu;
  - Qutadmish, princesse de Qi — épouse son cousin, Körgüz, aristocrate Öngüt.
  - Nangabula, princesse de Lu — épouse de Manzitai, aristocrate Khongirad, Prince de Lu
  - Budagan — épouse de Zangpo Pal

## Dans la fiction
Dans la série américaine Marco Polo produite par Netflix, le rôle de Jingim est interprété par Remy Hii.